# Luxemburgo en los Juegos Olímpicos de Tokio 1964
Luxemburgo estuvo representado en los Juegos Olímpicos de Tokio 1964 por un total de 12 deportistas, 10 hombres y 2 mujeres, que compitieron en 7 deportes.
El portador de la bandera en la ceremonia de apertura fue el gimnasta Josy Stoffel. El equipo olímpico luxemburgués no obtuvo ninguna medalla en estos Juegos.